# Апрелев, Вячеслав Пантелеймонович
Вячеслав Пантелеймонович Апрелев (2 августа 1924 — 9 июня 2017) — советский и российский общественный деятель, руководитель движения за восстановление в России поясного времени, ранее преподаватель и научный сотрудник 24 ЦНИИ МО, капитан 1-го ранга в отставке, кандидат военно-морских наук, доцент. Специалист по прикладной астрономии и системному анализу, преподаватель Военно-морского училища имени Фрунзе.

## Биография
Родился в семье офицера Рабоче-крестьянской Красной Армии в посёлке Белыничи под Могилёвом. В 1933 году семья в числе первостроителей Комсомольска-на-Амуре отправилась на Дальний Восток. Окончил среднюю школу в июне 1941 года. Подавал документы для поступления в лётное училище, но был направлен на учёбу в Тихоокеанское высшее военно-морское училище во Владивостоке, которое окончил 29 марта 1945 года.
До 1948 года служил на Тихоокеанском флоте. В июне 1945 года участвовал в приёмке по ленд-лизу американских военных судов. Участвовал в боевых действиях заключительного периода Второй мировой войны (война между СССР и Японией) в качестве штурмана и связиста лендлизовского фрегата — командира БЧ-1/4 сторожевого корабля «ЭК-2». За успешные действия в поддержке операции по высадке десанта корабль получил звание гвардейского. Затем служил штурманом на эскадренном миноносце «Рекордный».
В 1949 году был направлен в Ленинград, на Высшие офицерские классы по штурманской специальности. По окончании учёбы преподавал мореходную астрономию в Черноморском ВВМУ в Севастополе. Затем вернулся в Ленинград, где стал слушателем Военно-морской академии кораблестроения и вооружений им. А. Н. Крылова. По окончании академии в 1956 году в звании капитана 3 ранга назначен флагманским штурманом 44-й дивизии крейсеров Черноморского флота и вернулся с семьёй в Севастополь.
В начале 1960-х годов в процессе массового сокращения кадров офицерского состава флота принял приглашение на перевод в Ленинград, став адъюнктом кафедры кораблевождения ВВМУ им. М. В. Фрунзе. Получив звание доцента и учёную степень кандидата военно-морских наук, преподавал кораблевождение и боевое маневрирование. Специалист по системному анализу, автор ряда научных работ и рацпредложений, стоял у истоков внедрения тренажёрной подготовки. Продолжал службу вплоть до увольнения в запас в 1978 году.
Автор учебника «Навигационное обеспечение боевых действий кораблей ВМФ» (1974) для курсантов военно-морских учебных заведений.
После увольнения в запас работал научным сотрудником в НИИ оперативно-стратегических исследований строительства флота, участвовал в создании корабельных боевых информационно-управляющих систем. Награждён: орденом Отечественной войны II ст., двумя орденами Красной Звезды, медалями: «За боевые заслуги», «За победу над Японией» и другими.
Входил в состав экспертного совета телерадиокомпании Петербург — Пятый канал.

## Общественная деятельность
С 1997 года председатель (и основатель) Санкт-Петербургского общественного комитета «За восстановление в России жизни по поясному времени», в состав которого вошли 17 профессоров и доцентов — специалистов по разным отраслям знаний (хронобиология, медицина, образование, гражданское право, социология, прикладная астрономия, системный анализ). Выступал за отмену летнего и декретного времени, будучи убеждённым, что опережающее время опасно для здоровья человека, так как нарушается работа внутренних регуляторов всех систем жизнеобеспечения.
Участник региональных парламентских слушаний в 2001 году на тему: «О негативном влиянии десинхронизирующих факторов на циркадианную ритмичность человека», при обсуждении вопроса об изменении в Томской области действующего тогда времени UTC+7 на UTC+6.
Участник проведённого Комитетом Государственной думы по охране здоровья 6 марта 2012 года «круглого стола» на тему: «О проблемах медико-социального характера сезонных переводов времени». В своём выступлении Вячеслав Апрелев настаивал на внесении поправок в закон «Об исчислении времени», связанных с переводом часов в стране сразу на 2 часа назад, то есть отменялось бы и фактически действующее во многих регионах страны декретное время, и установленное в 2011 году постоянное летнее время. Обсуждался и вариант: сначала вернуться к «зимнему» времени, а отмену декретного времени отложить на второй этап, но в итоговом документе «круглого стола» отразилось предложение Вячеслава Апрелева, которое, по его словам, нашло поддержку у депутатов Законодательного собрания Санкт-Петербурга и в Академии медицинских наук.
В апреле 2012 года Санкт-Петербургский комитет обратился к депутатам Госдумы с предложением провести парламентские слушания по проблеме хронического недосыпания детей и взрослых из-за вынужденного начала рабочего дня в тёмное время суток. Парламентские слушания на эту тему состоялись в Госдуме 27 сентября 2012 года.
В мае 2014 года, в условиях продолжающейся конфронтации Госдумы и правительства при обсуждении законопроекта, предусматривающего изменение часовых зон «с учётом максимального приближения к часовым поясам всемирного координированного времени», Санкт-Петербургский комитет направил президенту России ряд последних работ о необходимости возврата к поясному времени. Материалы были рассмотрены в Администрации президента и направлены в правительство «в целях объективного и всестороннего рассмотрения».
В июле 2014 года поправки в закон «Об исчислении времени» были приняты, и с 26 октября 2014 года было отменено постоянное летнее время, действовавшее в России в 2011—2014 годах.

## Публикации
- «Навигационное обеспечение боевых действий кораблей ВМФ» (1974) — учебник для курсантов военно-морских учебных заведений.
- Апрелев В. П., Карманова И. Г., Сырченко Т. М. Некоторые последствия системы исчисления времени в России // Социологические исследования. 2001, № 11. — С. 126—128.
- Апрелев В. П., Ушаков Л. Н. Сказка о сэкономленном времени: Российская система исчисления времени и экономика // ЭКО: Всероссийский экономический журнал. 2002, № 7. — С. 185—189.
- Апрелев В. Отличился фотокорреспондент // Голоса ветеранов Тихоокеанского флота. Сборник статей. — Санкт-Петербург: 2003. — 158 с. ISBN 5-7711-0108-7.
- Апрелев В. П., Ушаков Л. Н. Ложное время — причина болезней, аварий, смертей. СПб.: Объединённые консультанты ФДП, 2003.
- Апрелев В. П., Ушаков Л. Н. Международная система взаимосвязи работы и отдыха // Летопись мира.
- Апрелев В. П., Сырченко Т. М. Основные вехи работы Санкт-Петербургского общественного комитета «За восстановление в России жизни по поясному времени» за 1997—2004 годы // Летопись мира.
- Апрелев В. Время. Стрелки часов и наше здоровье. — М.: АСТ; СПб: Астрель-СПБ, 2006. — 221 с. ISBN 5-17-037554-9, ISBN 5-9725-0422-7. Тираж: 5000 экз.
- Три мифа о переходе на зимнее время // Славянский мир, 21.07.2007.
- В. Апрелев. Игры со стрелками и щупальца Microsoft // газета «Новый Петербургъ», 39(853), 20.09.2007.
- Апрелев В. П. Что даст России возврат к поясному времени и переход к «зимнему» и «летнему» времени начала работы и учёбы? // Совет Федерации. Проблемы перехода на «летнее» время. Аналитический вестник от 16.09.2009.
- В. Апрелев, Т. Сырченко. Вернуться к нормальному ритму жизни // Русский вестник, 03.11.2009.
- Апрелев В. П., Ушаков Л. Н. Российская быль о краже времени ночного сна и здоровье народа. www.rv.ru (6 января 2012). Дата обращения: 16 декабря 2023.
- Апрелев В. П. и др. «Медведевское время» — особо опасное оружие массового поражения. www.rv.ru (30 марта 2013). Дата обращения: 16 декабря 2023.
- Апрелев В. П. Зарубежные ученые о «летнем» времени. 05.03.2014.
- Апрелев В. П. Светлое будущее — возврат России к поясному времени — пока не отменяется. 21.05.2014.
- Комсомольская правда. Солнце — на лето, здоровье — на стресс? Татьяна Максимова (Санкт-Петербург) и Юлия Смирнова. — 30 марта 2002.
- Новые известия — Опять забили стрелку. Переводя часы дважды в год, мы лоббируем интересы фармацевтического бизнеса. Михаил Поздняев. 24 марта 2006.
- «Известия» 27 октября 2006. Не спится, няня?
- Вокруг Света. Жизнь по биочасам. Виктория Грегуольдо, 27.12.2007.

## Выступления на радио
Радио «Свобода»:
- Гость в студии: Ведущая петербургского часа программы «Liberty Live» Ольга Писпанен. 28 мая 2002
- Гость в студии: Ведущая петербургского часа программы «Liberty Live» Татьяна Валович. 20 января 2004
- Темы дня: Как отражается на здоровье людей переход на зимнее и летнее время? Программу ведет Татьяна Валович. Гость в студии — Александр Горелов, профессор, сомнолог. 1 ноября 2004
- Личное дело: Перевод часов на зимнее время. Автор и ведущая Татьяна Ткачук. 05 ноября 2004